# Telemetrická stupnice
Telemetrická stupnice slouží k měření vzdálenosti mezi pozorovatelem s hodinkami a objektem, který je zdrojem viditelného signálu a zároveň silného zvuku (např. úder blesku, střelba). Telemetrická stupnice bývá umístěna po obvodu ciferníku některých analogových hodinek s funkcí stopek. Na rozdíl od tachymetrické stupnice je stupnice lineární.